# Черніков Володимир Михайлович
Володи́мир Миха́йлович Че́рніков (15 січня 1918, Лисичанськ — 17 березня 1992, Київ) — український художник; член Спілки радянських художників України. Чоловік художниці Віри Согоян, батько художника Миколи Чернікова.

## Життєпис
Народився 15 січня 1918 року у місті Лисичанську (нині Луганська область, Україна). У 1939 році закінчив Ворошиловградське  художнє училище. Брав участь у німецько-радянській війні, служив у кавелерії. Член ВКП(б) з 1944 року.
З 1946 по 1951 рік навчався в Київському художньому інституті у Євгена Сагайдачного, Олексія Шовкуненко, Карпа Трохименка та Костянтина Єлева. Після закінчення, декілька років викладав в інституті.

Могила художника та його сім'ї.

Жив у Києві, в будинку на вулиці Філатова, № 10А, квартира № 10. Помер у Києві 17 березня 1992 року. Похований разом із сім'єю на Байковому кладовищі (ділянка № 49, 50°25′0.56″ пн. ш. 30°30′5.27″ сх. д. / 50.4168222° пн. ш. 30.5014639° сх. д.).

## Творчість
Працював в галузі станкового живопису, графіки та плаката. Працював в стилі соцреалізму писав жанрові картини, портрети (де його героями були шахтарі, сталевари, прикордонники), пейзажі. 
Серед робіт:
- панно «Індустрія» в головному павільоні ВДНГ УРСР (1958);

живопис
- «Донецькі шахтарі» (1957);
- «Бригада Героя Соціалістичної Праці М. Мамая» (1960);
- «Тарас Шевченко на допиті в Орській каторжній в'язниці» (1961, Шевченківський національний заповідник у Каневі);
- «Глибокий горизонт» (1963);
- «Шлях заслання Тараса Шевченка» (1963—1964);
- «Дружба над Тисою» («Прикордонники Угорщини, СРСР та Чехословаччини») (1964—1965);
- «1941 рік» (1967);
- «Південний кордон» (1968);
- «Прикордонний пікет» (1969);
- «На Ленінську вахту» (1970);
- «Прикордонники» (1971);
- «Морський десант» (1975);
- «Вони починали» (1975);
- «Командир взводу морської піхоти Євдокія Завалій» (1975);
- «Свято на шахті» (1982);
- «Оборонці Києва» (1983);

графіка
- «Київ колись і тепер» (1966, вугілля, пастель);
- «Отава» (1967, ліногравюра, акварель);
- «Ранок» (1967, ліногравюра, акварель);
- «Рибалки» (1967, ліногравюра, акварель);
- «Верби над озером» (1968, ліногравюра);
- «Теплий вечір» (1969, ліногравюра).

Учасник всеукраїнських художніх виставок з 1951 року, всесоюзних — з 1957 року, міжнародних — з 1959 року.
Твори художника зберігаються в Національному художньому музеї України у Києві, Донецькому обласному художньому музеї, в приватних колекціях в Україні та за її межами.

## Відзнаки
- Нагороджений:
  - орденами Вітчизняної війни ІІ ступеня (6 квітня 1985)[3], «Знак Пошани»;
  - грамотою Президії Верховної Ради УРСР;
- Заслужений художник УРСР з 1973 року.